# کنت استار
کنت استار (انگلیسی: Ken Starr؛ زادهٔ ۲۱ ژوئیهٔ ۱۹۴۶، درگذشته ۱۳ سپتامبر ۲۰۲۲ (۷۶ سال)) یک سیاست‌مدار اهل ایالات متحده آمریکا و وکیل و قاضی بود. استار از سال ۱۹۹۴تا ۱۹۹۸تحقیقاتی را از اعضای دولت کلینتون، معروف به جنجال وایت واتر، رهبری کرد. استار قبلاً به عنوان قاضی استیناف فدرال در دادگاه استیناف ایالات متحده برای منطقه کلمبیا از سال ۱۹۸۳ تا ۱۹۸۹ و به عنوان قاضی ایالات متحده خدمت کرد. او سلیسیتر کل ایالات متحده آمریکا از سال ۱۹۸۹ تا ۱۹۹۳در دوران ریاست جمهوری جورج اچ دبلیو بوش بود. کنت استار شخص سال مجله تایم در سال ۱۹۹۸ شد.

## مرگ
استار در ۱۳ سپتامبر ۲۰۲۲ در سن ۷۶ سالگی بر اثر عوارض جراحی در مرکز پزشکی بیلور سنت لوک در هیوستون درگذشت.